# Westsiedlung Waren
Die Westsiedlung Waren in Waren (Müritz) entstand zwischen 1936 und 1941 im westlichen Stadtgebiet zwischen der Röbeler Chaussee und der Bahnlinie Malchow im Zuge einer Stadterweiterung bedingt durch die Ansiedlung Mecklenburgischen Metallwarenfabrik (Memefa). Einen Teil der Entwürfe für die Siedlung lieferte der Berliner Architekt Günther Paulus. Die Siedlung wurde auf fast rechteckiger Grundfläche angelegt. Die das Gebiet einfassenden Ringstraßen sind die Thomas-Mann-Straße (ehemalige Theodor-Körner-Straße), die Karl-Marx-Straße (Litzmannstraße), die Witzlebenstraße (Richthofenstraße) und die Ernst-Thälmann-Straße (Admiral-Scheer-Straße) und die Querstraßen im Binnenbereich sind die Clara-Zetkin-Straße (Schlageter-Straße), die Fichtestraße (August-Brackmann-Straße), die Breitscheidstraße (Wilhelm-Gustloff-Straße), die Freiheitsstraße (Wittenburg-Straße), die Blumenstraße (Boelke-Straße) und die Pestalozzistraße (Immelmann-Straße). Als Eingangsbereich in die Siedlung kann der Friedrich-Engels-Platz verstanden werden.

## Siedlungsbaupolitik im Nationalsozialismus
Der Bau der Westsiedlung ist im Zusammenhang mit der Baupolitik im Nationalsozialismus zu sehen. Der soziale Wohnungsbau im III. Reich wurde vor allem unterschieden in „Volkswohnungen“ und „Kleinsiedlungen“. Kleinsiedlungen wurden bis hin zum Kriegsbeginn aus politischen Gründen bevorzugt, da die Kleinsiedlung dem Eigentümer die Möglichkeit der Selbstversorgung durch einen kleinen Garten und eingeschränkter Nutztierhaltung ermöglichte und dem gewünschten Familienzuwachs keine Schranken setzte. Durch den Besitz eines eigenen Heimes fühlte der Arbeiter sich zudem mehr mit dem eigenen Boden verbunden und band ihn so verstärkt an die deutsche Heimat (Blut-und-Boden-Ideologie). Volkswohnungen hingegen waren alles, was nicht einer Kleinsiedlung, sprich einer isolierten Einheit der deutschen Familie, entsprach. Volkswohnungen wahren billige Mietwohnungen in Ein- oder Mehrfamilienhäuser, die bis zum Kriegsausbruch weniger erwünscht waren, da sie vor allem das nationalsozialistische Ideal der kinderreichen Familie (siehe Zeit des Nationalsozialismus) einschränkte. Mit Beginn des Krieges rückte aber die Sparsamkeit und Funktionalität des Wohnungsbaus wieder vermehrt in den Vordergrund, welche typisierte und rational ausgearbeitete Baupläne und Verfahren besser erfüllten, als der aufwändige Bau von Kleinsiedlungsstellen.
Ziel der nationalsozialistischen Siedlungsplanung war eine Durchmischung von ein- und zweigeschossigen Kleinhäusern und Mehrfamilienhäusern mit möglichst nicht höherer Geschosszahl, die einen harmonischen Zusammenklang bilden sollten und sich in das Stadtbild einzupassen hatten.
Im Falle der Westsiedlung wurde dieses Ideal nur bedingt erreicht, wie man vor allem an den Mehrfamilienhäusern sieht, die sich ganz klar auf den Ringstraßen konzentrieren. Ob der Gesamtplan auch von Günther Paulus entworfen wurde, ist unklar.
Neben diesen politischen Bauvorgaben musste der Architekt sich auch nicht minder wichtigen ästhetischen Regeln unterwerfen, die 1936 als „Baubedingungen der Stadt Waren“ vom Stadtbaurat Pinnow herausgegeben wurden. Diese ästhetischen Bauvorgaben hatten den Schutz des Stadtbildes unter Verwendung regionaler Baustoffe und -formen zum Ziel. Die Baubedingungen beinhalteten unter anderem die Umsetzung der Bauten als Ziegelrohbau mit Verfugung mit weißem Kalkmörtel, schiefergrau gedeckte Steildächer, die einen Neigungswinkel nicht unter 45° aufweisen mussten, und bündig mit der Mauer einsetzten und weiß gestrichene Fensterrahmen. Diese Richtlinien greifen die traditionellen Bauformen des norddeutschen Raumes auf und dienen der Harmonisierung von altem und neuem Stadtteil.
Innerhalb der Westsiedlung lassen sich verschiedene Bautypen erkennen: Kleinsiedlungsstellen, Doppelhäuser, die sogenannten Werkmeisterwohnhäuser und Mehrfamilienhäuser.

## Kleinsiedlungsstellen
Die Kleinsiedlungsstellen, von denen insgesamt etwa 250 gezählt werden können, sind im Gegensatz zu den anderen Gebäudetypen in der Warener Westsiedlung nicht vom Berliner Architekten Günther Paulus entworfen worden, sondern von K. Bacher. Charakteristisch für dieses Gebäude ist die Positionierung des Hauses mit der Giebelseite zur Straße und dem eingeschossigen Anbau zum Hof hin. Im Erdgeschoss befinden sich jeweils Wohnzimmer, Schlafzimmer und Küche und im Dachgeschoss zusätzlich 2 Kammern. Die Kleinsiedlungsstellen liegen in der ganzen Westsiedlung verteilt in folgenden Straßen:
Karl-Marx-Straße, Pestalozzistraße, Blumenstraße, Freiheitsstraße, Breitscheidstraße, Fichtestraße und Ernst-Thälmann-Straße.

## Doppelhäuser

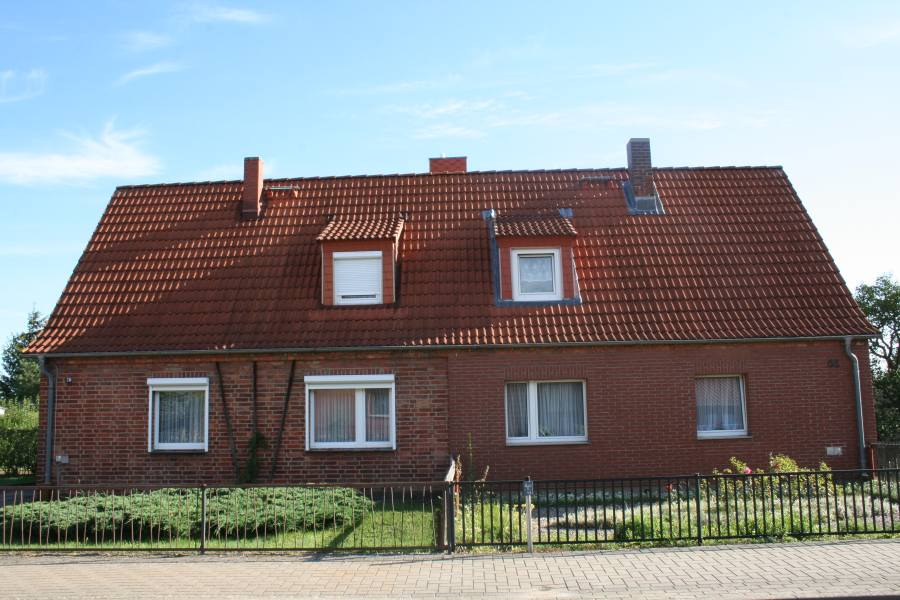
Doppelhaus in der Witzlebenstraße

Insgesamt stehen in der Westsiedlung 63 dieser von Günther Paulus entworfenen Doppelhäuser, die zusammengenommen 252 Volkswohnungen enthalten. Am stärksten sind die Gebäude in der Witzleben- und Pestalozzistraße konzentriert.
50 der Gebäude waren für die Werksarbeiter der in Eldenholz seit 1936 ansässigen Memefa geplant, 13 für eine größere Gruppe von zugewanderten Danzigern, deren Umsiedlungsgrund bisher nicht geklärt werden konnte. Zu den Doppelhäusern gehörte jeweils ein Stallgebäude auf dem Hof. Das Gebäude selbst war ausgelegt für je 4 Familien und dürfte nur relativ beengte Wohnverhältnisse geboten haben (im Erdgeschoss 43 m² und im Obergeschoss 35 m² Wohnfläche). Die Wohnungen boten den Arbeitern ein Wohnzimmer, ein Schlafzimmer und eine Kochnische. Im Haus selbst befanden sich weder Bad noch Toilette, sondern es gab eine Waschküche im Stallgebäude, welche sowohl für Wäsche als auch für die Körperhygiene angelegt war. Auch die Toilette befand sich in diesem Stallgebäude.
Trotz vielen Um- und Anbauten an den Häusern ist die Grundform in den meisten Fällen bis heute noch gut zu erkennen. Die Häuser befinden sich in der Witzlebenstraße, Pestalozzistraße, Karl-Marx-Straße, Blumenstraße und Ernst-Thälmann-Straße.

## Werkmeisterwohnhäuser
Neben diesen recht simplen Doppelhäusern gab es auch noch die sogenannten Werkmeisterwohnhäuser für höhere Angestellte, die sowohl durch ihre Lage als auch Größe gegenüber den Doppelhäusern eine privilegierte Stellung einnahmen und ebenfalls von Günther Paulus entworfen wurden. Die meisten der insgesamt 17 Häuser (6 Doppelhäuser und 11 Einzelhäuser), die zusammen 23 Wohnungen beherbergen, sind, abgesehen von der Ballung am ehemaligen Weddigenlatz (heute Ernst-Thälmann-Straße) über die Siedlung verstreut und befinden sich auch in der Karl-Marx-Straße und Clara-Zetkin-Straße. Diese Durchmischung von Arbeitern und höheren Angestellten sollte einer kommunistischen Agitation von Seiten der Arbeiter entgegenwirken.
Die Werkmeisterwohnbauten stellten, verglichen mit den Doppelhäuser, weitaus anspruchsvollere Wohnverhältnisse. Vor allem die Einzelhäuser waren großzügig zugeschnitten und boten den Bewohnern gute 96 m² Wohnfläche. Der Wohnraum erstreckte sich auf zwei Etagen mit zwei Zimmern und Küche im Erdgeschoss und zwei Schlafzimmern und Badezimmern im Obergeschoss.

## Mehrfamilienhäuser

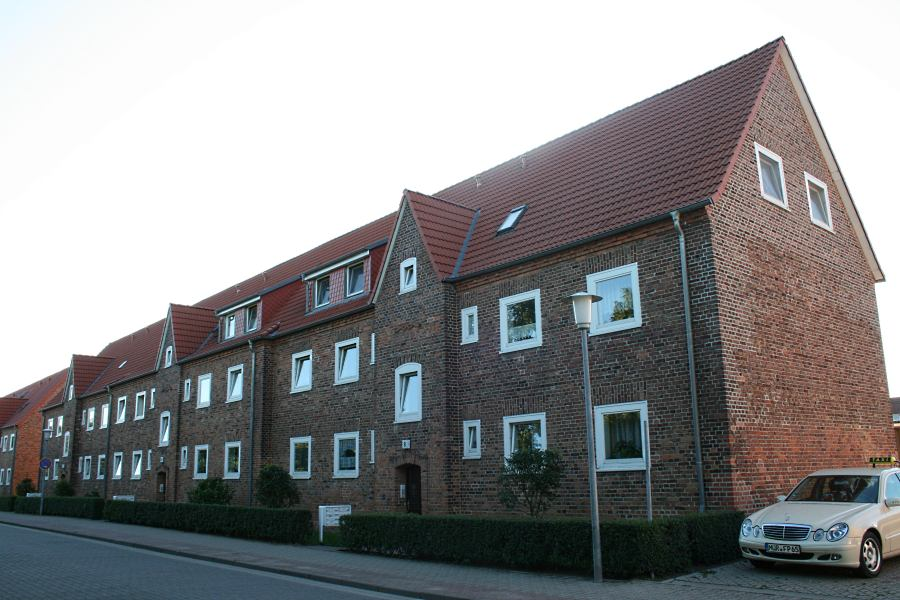
Mehrfamilienhaus in der Thomas-Mann-Straße

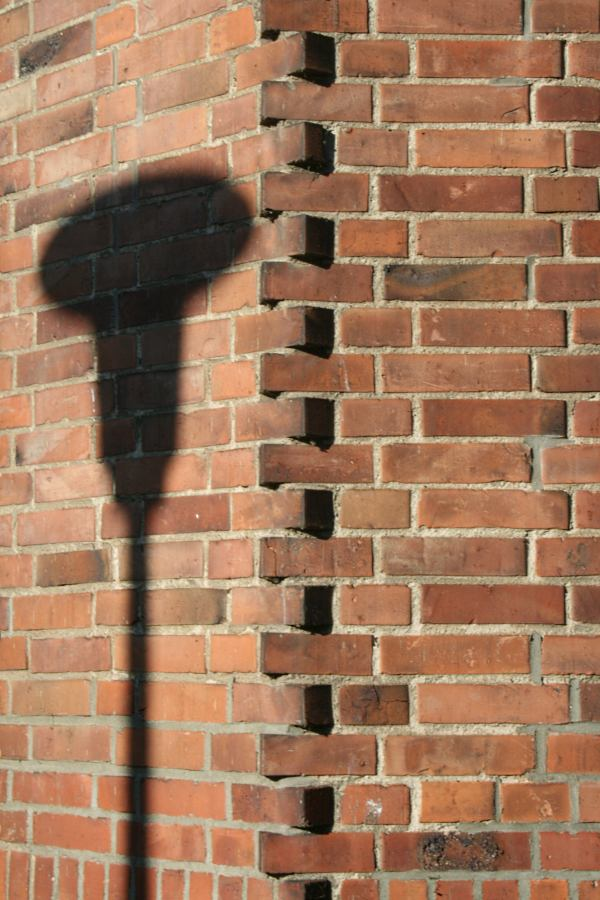
Scharnierartiges Ineinandergreifen der Wohnblöcke an der Straßenecke, Friedrich-Engelsplatz, Waren (Müritz)

Ein weiterer in der Westsiedlung vertretener Gebäudetyp sind die ebenfalls von Günther Paulus entworfenen Mehrfamilienhäuser in Zeilenform, welche von 1937 bis 1939 geplant wurden und bis 1941 fertiggestellt waren.
Eine Konzentration von Zeilenbauten ist am Friedrich-Engels-Platz auszumachen, welcher gleichzeitig als Eingangssituation in die Westsiedlung verstanden werden kann. Von der Röbeler Chaussee ausgehend und in die Siedlung der Straße entlang hineinführend befindet sich ein langgestreckter und mehrfach der Straße angepasst gewinkelter Bau, dessen Ecken sich jeweils scharnierartig verschränken und ineinander greifen. Auf der gegenüberliegenden Seite steht ein etwas kürzerer, aber ebenso gewinkelter Bau, der in die Thomas-Mann-Straße einführt. In der Thomas-Mann-Straße stehen 3 Zeilenbauten, welche die Hausnummern 6 bis 14 umfassen. Ebenso stehen in der Clara-Zetkin-Straße 3 Zeilen mit den Nummern 1 a bis c und 1 bis 6. Weitere 3 Zeilen stehen in der Ernst-Thälmann-Straße, Ecke Witzlebenstraße in einer etwas verteilteren Situation.
Trotz strenger Vorgaben wird vor allem an diesen Mehrfamilienhäusern Paulus’ Gestaltungswille deutlich. Die Zeilen sind jeweils dreiachsig gegliedert, sodass sie wie 3 aneinander gereihte Einzelhäuser wirken. Unterstützt wird die Gliederung vor allem durch das leichte Vor- und Zurückspringen der Häuserfronten und der 3 durch Risalite hervorgehobenen Treppenhäuser bzw. Eingänge je Häuserzeile. Zusätzlich werden Türen und Fenster im Mittelrisalit mit Segmentgiebeln hervorgehoben und mit Ziegeln umrahmt. Zwischen den beiden Fenstern des Treppenhauses befindet sich eine sogenannte Schwalbe aus schmalen Ziegelformsteinen, die im Zusammenhang mit dem Werk Ernst Paulus und Günther Paulus betrachtet nicht nur ein reines Schmuckelement ist, sondern als eine Künstlersignatur verstanden werden kann, die sich auch anderen Bauten der Architekten wiederfindet. Im Vergleich der Häuserzeilen fällt ein weiteres gestalterisches Detail ins Auge: Neben den bereits genannten Gestaltungselementen innerhalb der Häuserzeilen lassen sich noch 2 verschiedene Varianten der Gestaltung des Treppenhauses finden. Bei einem Teil der Häuser ist das Treppenhaus mit einem Spitzgiebel bekrönt, der Rest hingegen ist ohne Spitzgiebel, aber mit einem betont abgestuften Traufgesims versehen. In der Clara-Zetkin-Straße 1 a bis c lässt sich ergänzend noch ein in diesem Siedlungszusammenhang einmalig ausgeführtes Detail finden, welches in der Gestaltung des Treppenhauses durch leicht vorkragende Ziegel besteht.
Ein Zeilenbau mit 3 Eingängen und 2 Geschossen beinhaltet 20 Volkswohnungen mit je 2 Zimmern. Die Volkswohnungen in den Mehrfamilienhäusern sind im Vergleich mit den Doppelhäusern insofern geringfügig komfortabler, dass sie zwar auch kein Badezimmer hatten, aber jede Wohnung über eine eigene Toilette verfügte.
Auch diese Häuser sind bis heute bewohnt und gefragt.

## Baupläne

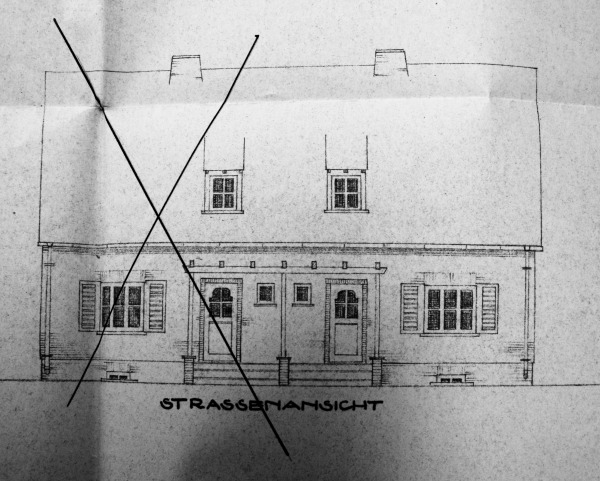
Ansicht eines Werkmeisterwohnhauses, Doppelhauses aus den Plänen von G. Paulus
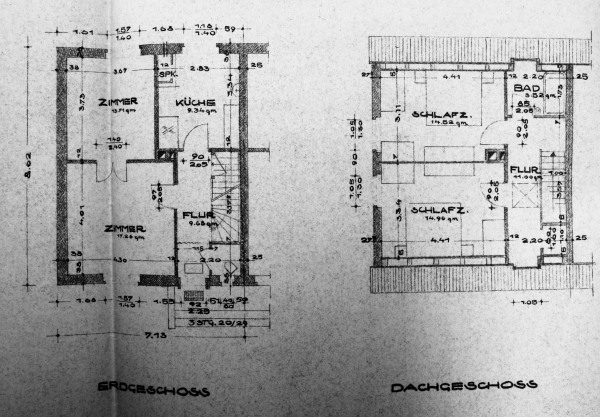
Grundrisse des Werkmeisterwohnhauses, Einzelhaus
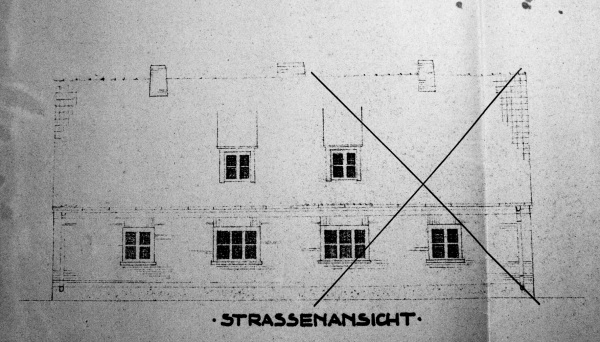
Doppelhaus, Volkswohnungen, Außenansicht
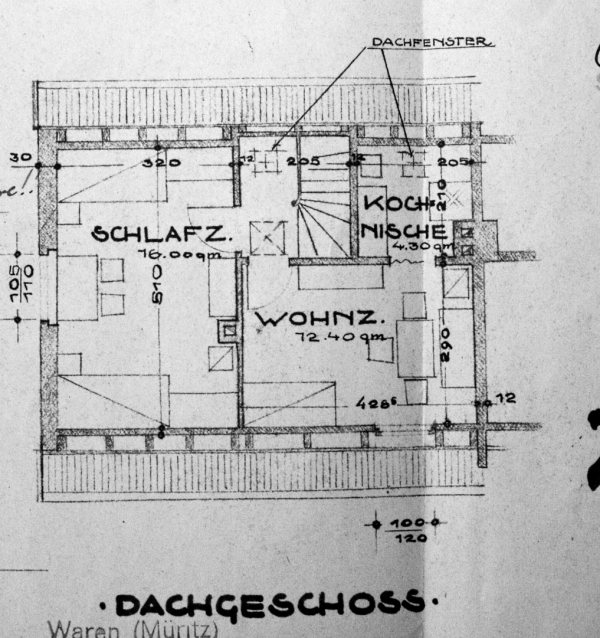
Doppelhaus, Volkswohnungen, Grundriss des DG
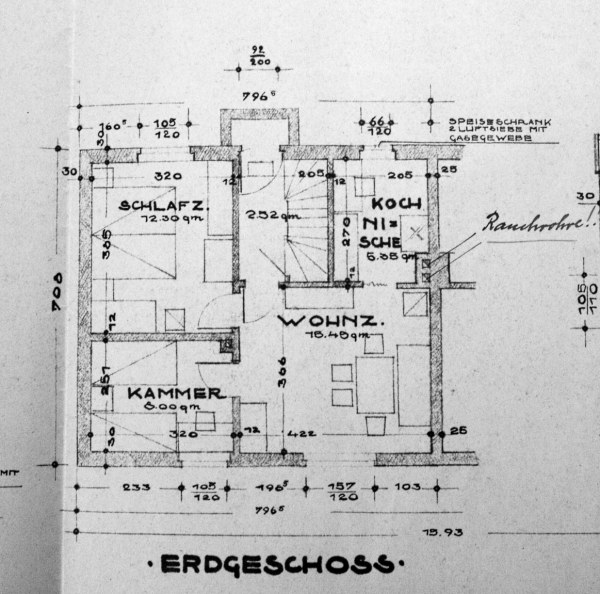
Doppelhaus, Volkswohnungen, Grundriss des EG
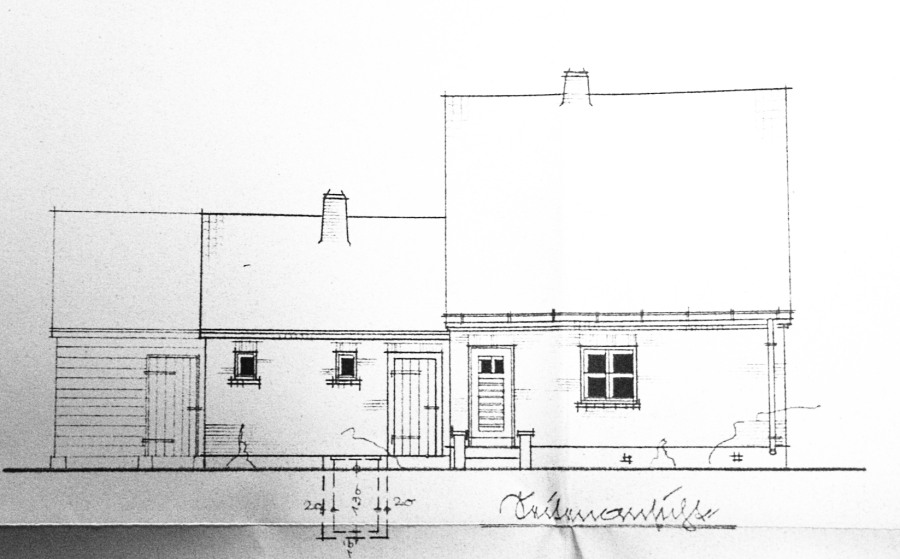
Außenansicht einer Kleinsiedlungsstelle aus Plänen von K. Bacher
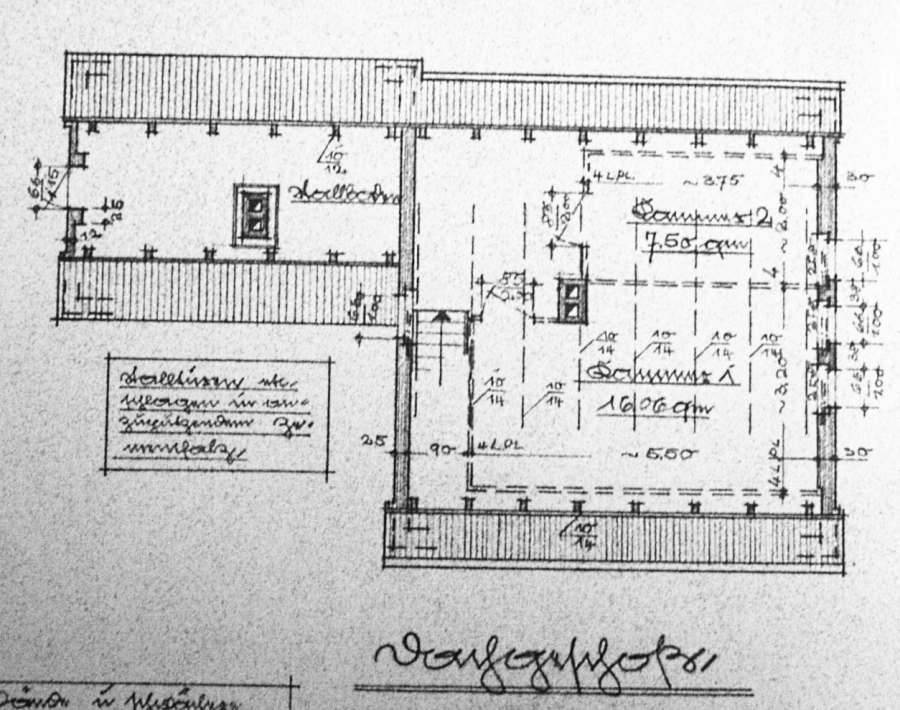
Grundriss Kleinsiedlungsstelle, DG
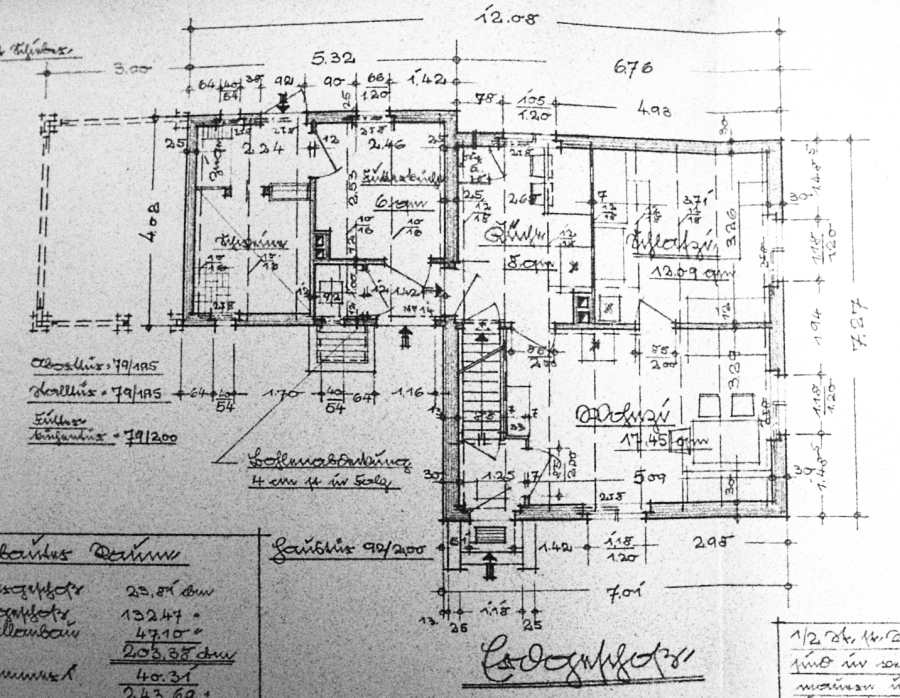
Grundriss Kleinsiedlungsstelle, EG